# Intraville
Intraville ist eine Commune déléguée in der französischen Gemeinde Petit-Caux mit 313 Einwohnern (Stand 1. Januar 2022) im Département Seine-Maritime in der Region Normandie. Die Einwohner werden Intravillais genannt.
Die Gemeinde Intraville wurde am 1. Januar 2016 mit 17 weiteren Gemeinden zur Commune nouvelle Petit-Caux zusammengeschlossen. Sie hat seither den Status einer Commune déléguée. Die Gemeinde Intraville gehörte zum Arrondissement Dieppe und zum Kanton Dieppe-2 (bis 2015: Kanton Envermeu).
Intraville liegt etwa 17 Kilometer östlich vom Stadtzentrum von Dieppe nahe dem Ärmelkanal.

## Bevölkerungsentwicklung
| Jahr                     | 1962 | 1968 | 1975 | 1982 | 1990 | 1999 | 2006 | 2013 |
| Einwohner                | 156  | 154  | 154  | 186  | 202  | 198  | 260  | 275  |
| Quelle: Cassini und INSE |      |      |      |      |      |      |      |      |

## Sehenswürdigkeiten
- Kirche Saint-Séverin-et-Saint-Pierre

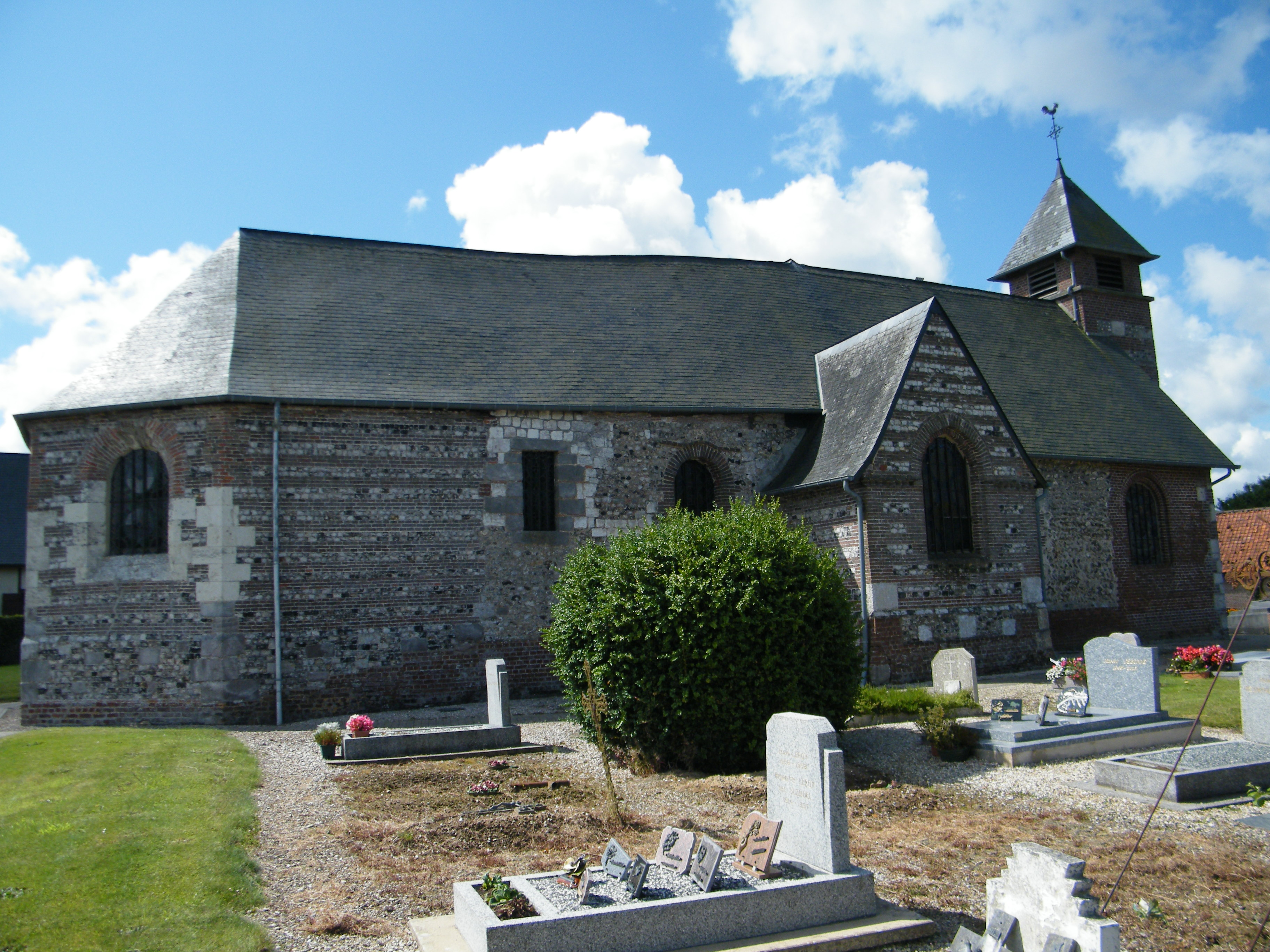
Kirche Saint-Séverin-et-Saint-Pierre